# 숨바와섬
숨바와섬(인도네시아어: Pulau Sumbawa)은 인도네시아의 소순다 열도 가운데 한 섬이다. 서쪽으로는 롬복섬, 동쪽으로는 플로레스섬이 있으며 면적은 약 15,448 km2이다. 미국의 광산 회사 뉴몬트가 운영하는 바투 히자우 광산이 있다.

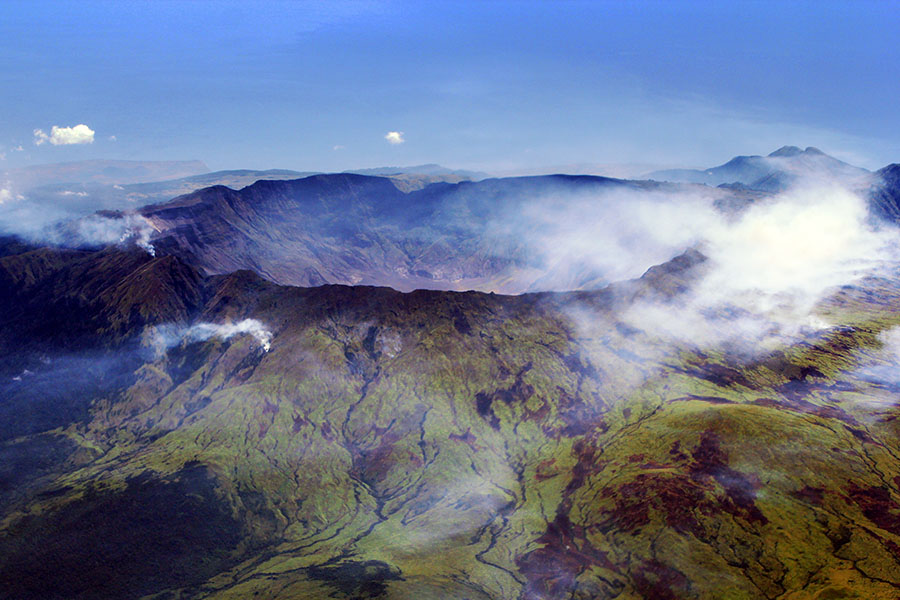
탐보라산의 칼데라
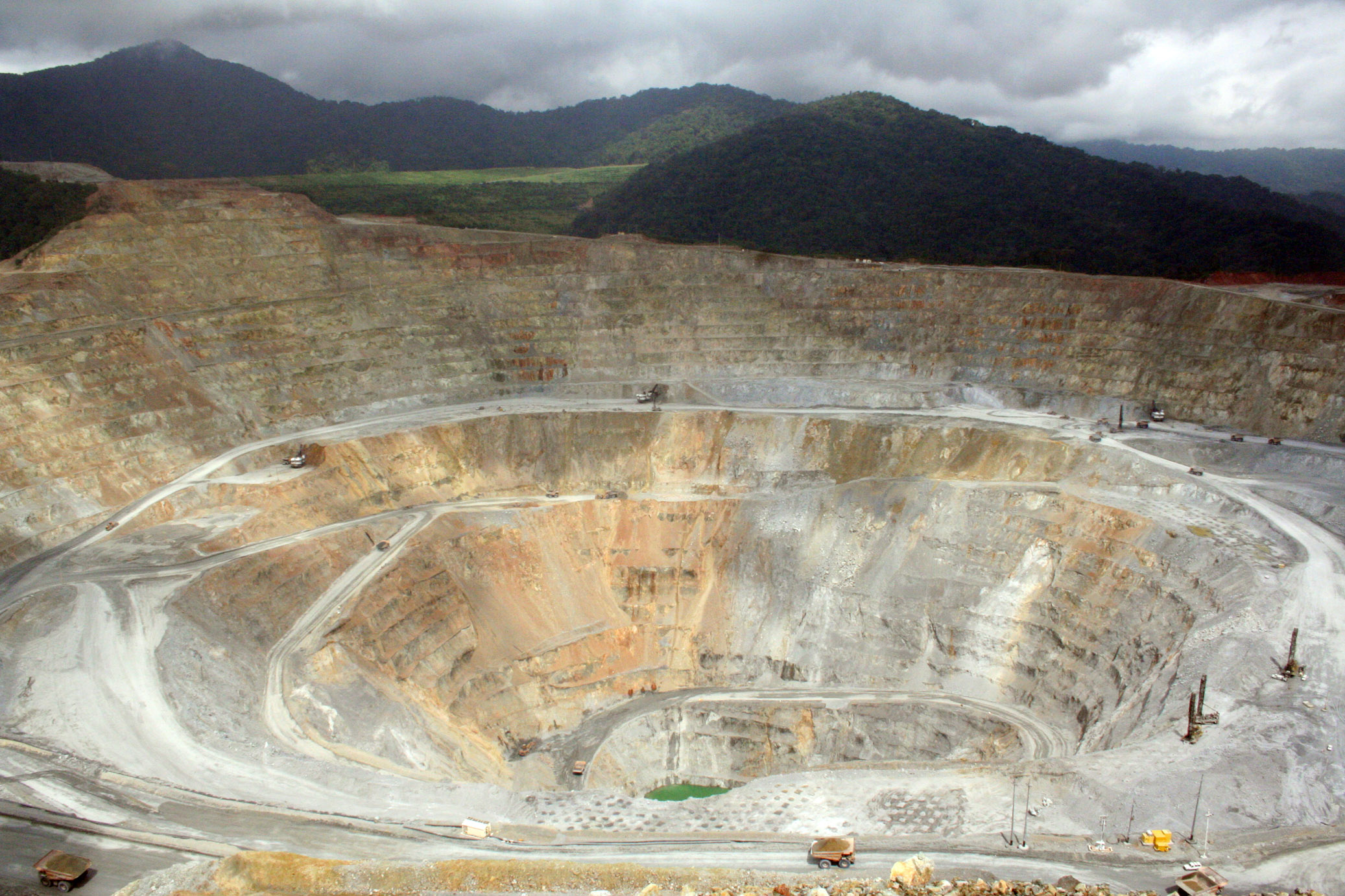
바투히자우광산 (2006년)